# Dicella oliveirae
Dicella oliveirae là một loài thực vật có hoa trong họ Malpighiaceae. Loài này được M.W.Chase mô tả khoa học đầu tiên năm 1981.